# Deutsche Rennsport Meisterschaft
Deutsche Rennsport Meisterschaft (förkortat DRM) var en västtysk racingserie som kördes mellan 1972 och 1985. 

## Historik
DRM startade 1972 och var då öppen för standardvagnar enligt FIA:s Grupp 2-reglemente och GT-vagnar enligt Grupp 4. Det här var bilar som även tävlade i European Touring Car Championship. Serien var uppdelad i två divisioner baserade på motorstorlek:
- Division 1, för motorer mellan 2000 cm³ och 4000 cm³.
- Division 2, för motorer under 2000 cm³.

1977 öppnades DRM även för spektakulära silhouette-racers i Grupp 5 och snart tävlade fler Grupp 5-bilar i DRM än i sportvagns-VM. De ursprungliga Grupp 2- och 4-bilarna tävlade nu om ”Rennsport Trophäe”.
Till följd av FIA:s regeländringar ersattes Grupp 5-bilarna 1982 av Grupp C och deras företrädare Grupp 6-bilar. Detta var avancerade och dyra sportvagnsprototyper och intresset för att delta i DRM minskade. De ursprungliga standardvagnarna tävlade från och med 1984 i Deutsche Tourenwagen Meisterschaft. Sista säsongen med DRM blev 1985, då huvuddelen av tävlingarna hölls tillsammans med Interserie. Året därpå ersattes serien av Supercup.

## Mästare
| Säsong | Mästare            | Stall                | Bil                          |
| ------ | ------------------ | -------------------- | ---------------------------- |
| 1972   | Hans-Joachim Stuck | Zakspeed Racing      | Ford Capri RS                |
| 1973   | Dieter Glemser     | Zakspeed Racing      | Ford Escort                  |
| 1974   | Dieter Glemser     | Zakspeed Racing      | Ford Escort                  |
| 1975   | Hans Heyer         | Zakspeed Racing      | Ford Escort                  |
| 1976   | Hans Heyer         | Zakspeed Racing      | Ford Escort                  |
| 1977   | Rolf Stommelen     | Georg Loos           | Porsche 935                  |
| 1978   | Harald Ertl        | Schnitzer Motorsport | BMW 320 Turbo                |
| 1979   | Klaus Ludwig       | Kremer Racing        | Porsche 935 K3               |
| 1980   | Hans Heyer         | Lancia Corse         | Lancia Beta Montecarlo Turbo |
| 1981   | Klaus Ludwig       | Zakspeed Racing      | Ford Capri Turbo             |
| 1982   | Bob Wollek         | Joest Racing         | Porsche 936                  |
| 1983   | Bob Wollek         | Joest Racing         | Porsche 956                  |
| 1984   | Stefan Bellof      | Brun Motorsport      | Porsche 956B                 |
| 1985   | Jochen Mass        | Joest Racing         | Porsche 956                  |